# Wapen van Arkel

Het wapen van de voormalige gemeente Arkel

Het wapen van Arkel is het wapen van de voormalige gemeente Arkel, dat werd gebruikt van 24 december 1817 tot 1986. Het wapen zelf was gelijk aan het wapen van het geslacht Van Arkel, en hierdoor ook gelijk aan dat van het Land van Arkel, een leen van de graven van Holland. Het wapen werd eveneens als kwartier in het familiewapen van het Huis Egmont gebruikt.

## Geschiedenis
Het wapen dat werd toegekend, was niet het wapen dat ook per brief op 29 juli 1817 aan de Hoge Raad van Adel gevraagd werd. Het schild werd ongewijzigd aan de gemeente Arkel toegekend. De gevraagde schildhouders werden echter niet gegeven. De toenmalige burgemeester vroeg om een gouden leeuw en een zilveren zwaan als schildhouders. De leeuw moest rechts (voor de kijkers links) komen en de zwaan aan de andere kant. Het schild zou gedekt moeten worden door een gouden kroon van vijf bladeren. Uiteindelijk is alleen de zwaan daadwerkelijk toegekend.
Een verklaring voor het huidige wapen is dat het Huis van Kleef door middel van huwelijken verwant raakte aan het Huis van Arkel, hierdoor kwam de zwaan uit het familiewapen van Van Kleef in het wapen van Van Arkel.

## Symboliek
De twee dwarsbalken stellen stormladders voor, zij herinneren aan de bestorming van Damietta, tijdens de Vijfde Kruistocht, in 1219. Hierbij speelden de leden van het huis Van Arkel ook een rol. De familie gebruikte op haar wapen als helmteken een zwaan, deze is bij de gemeente dus als schildhouder teruggekomen. Een andere verklaring voor de dwarsbalken is dat deze afkomstig zijn van het wapen van het geslacht Van Lede. Lede is Oudnederlands voor ladder. Dit is onder andere op het wapen van Leerdam terug te zien, Leerdam was eveneens een bezitting van de familie Van Lede.

## Blazoenering
De Hoge Raad van Adel heeft in 1817 de volgende blazoenering aan het wapen gegeven:
Van zilver beladen met 2 gebretesseerde en contragebretesseerde fasces van keel. Het schild van agteren gehouden door een zwaan in zijne natuurlijke verwe.
Het wapen heeft twee fasces (dwars- of horizontale balken) die rood van kleur zijn. De beide balken hebben uitstekende punten aan de boven (contragebretesseerd) en onderkant (gebretesseerd). Aan de achterkant van het schild staat een zwaan, van natuurlijke kleur, die als schildhouder fungeert.

## Verwante wapens
De familie Van Arkel heeft meerdere gebieden in handen gehad, waardoor meerdere wapens op het wapen van Arkel gebaseerd zijn, zoals:

Het wapen van de familie Van Arkel en het Land van Arkel
Het wapen van Gorinchem
Het wapen van het huis Egmont met in het tweede en derde kwartier het wapen van Arkel
Het wapen van Landen van Arkel beneden de Zouwe
Het wapen van Alblasserwaard en de Landen van Arkel beneden de Zouwe
Het wapen van het waterschap Rivierenland
Het wapen van Hoogheemraadschap van de Alblasserwaard en de Vijfheerenlanden
Het wapen van Schoonrewoerd
Het wapen van Kedichem
Het wapen van Asperen

Ter Aar
· Aarlanderveen
· Abbenbroek
· Abtsregt
· Alkemade
· Alphen
· Ameide
· Ammerstol
· Arkel
· Asperen
· Benthuizen
· Bergambacht
· Bergschenhoek
· Berkel en Rodenrijs
· Berkenwoude
· Bernisse
· Biert
· Binnenmaas
· Bleiswijk
· Bleskensgraaf
· Bleskensgraaf en Hofwegen
· Bodegraven
· Boskoop
· Brandwijk
· Brielle
· Broek, Thuil en 't Weegje
· Charlois
· Cillaarshoek
· Cromstrijen
· De Lier
· De Mijl
· Delfshaven
· Den Bommel
· Dirksland
· Driebruggen
· Dubbeldam
· Everdingen
· Geervliet
· Giessen-Nieuwkerk
· Giessenburg
· Giessendam
· Giessenlanden
· Goedereede
· Gouderak
· Goudriaan
· Goudswaard
· Graafstroom
· 's-Gravendeel
· 's-Gravenzande
· Groot-Ammers
· Groote Lindt
· Haastrecht
· Hagestein
· Hardinxveld
· Hazerswoude
· Heenvliet
· Heer Oudelands Ambacht
· Heerjansdam
· Hei- en Boeicop
· Heinenoord
· Hekelingen
· Hekendorp
· Herkingen
· Hillegersberg
· Hellevoetsluis
· Hodenpijl
· Hoek van Holland
· Hof van Delft
· Hoogblokland
· Hoornaar
· IJsselmonde
· Jacobswoude
· Kamerik
· Katendrecht
· Kedichem
· Kethel en Spaland
· Kijfhoek
· Klaaswaal
· Kleine Lindt
· Korendijk
· Koudekerk aan den Rijn
· Kralingen
· Krimpen aan de Lek
· Lange Ruige Weide
· Langerak
· Leerbroek
· Leerdam
· Leidschendam
· Leimuiden
· Lekkerkerk
· Lexmond
· Liemeer
· Loosduinen
· Liesveld
· Maasdam
· Maasland
· Meerkerk
· Melissant
· Middelharnis
· Mijnsheerenland
· Moerkapelle
· Molenaarsgraaf
· Molenwaard
· Monster
· Moordrecht
· Naaldwijk
· Nederlek
· Niemandsvriend
· Nieuw-Beijerland
· Nieuw-Helvoet
· Nieuw-Lekkerland
· Nieuwe-Tonge
· Nieuwenhoorn
· Nieuwerkerk aan den IJssel
· Nieuwland
· Nieuwpoort
· Nieuwveen
· Noordeloos
· Noordwijkerhout
· Nootdorp
· Numansdorp
· Onwaard
· Ooltgensplaat
· Oostflakkee
· Oostvoorne
· Ottoland
· Oud-Alblas
· Oud-Beijerland
· Ouddorp
· Oude-Tonge
· Oudenhoorn
· Ouderkerk
· Ouderkerk aan den IJssel
· Oudewater
· Oudshoorn
· Overschie
· Papekop
· Pernis
· Peursum
· Piershil
· Pijnacker
· Poortugaal
· Puttershoek
· Reeuwijk
· Rhoon
· Rijnsaterwoude
· Rijnsburg
· Rijnwoude
· Rijsoord
· Rockanje
· Roxenisse
· Rozenburg
· Sandelingen-Ambacht
· Sassenheim
· Schelluinen
· Schiebroek
· Schipluiden
· Schoonhoven
· Schoonrewoerd
· Schuddebeurs en Simonshaven
· Sint Anthoniepolder
· Sint Maartensregt
· Sluipwijk
· Sommelsdijk
· Spijkenisse
· Stad aan 't Haringvliet
· Stellendam
· Stolwijk
· Stompwijk
· Stormpolder
· Streefkerk
· Strevelshoek
· Strijen
· Ter Aar
· Tienhoven
· Valkenburg
· Veur
· Vianen
· Vierpolders
· Vlaardingerambacht
· Vliet
· Vlist
· Voorburg
· Voorhout
· Vrijenban
· Waarder
· Warmond
· Wateringen
· Westmaas
· Westvoorne
· Wieldrecht
· Wijngaarden
· Woerden
· Woubrugge
· 't Woudt
· Zederik
· Zegwaart
· Zevenhoven
· Zevenhuizen
· Zevenhuizen-Moerkapelle
· Zouteveen
· Zuid-Beijerland
· Zuidbroek
· Zuidland
· Zwammerdam
· Zwartewaal

Heerlijkheidswapens:
ter Aa
· Albrandswaard
· Biesland
· Cromstrijen
· Duivenvoorde
· 's-Gravenambacht
· Hoog- en Wout-Harnas
· Langerak bezuiden de Lek
· Lek en Stormpolder
· Nederslingeland
· West-Nieuwland
· Oosterwijk
· Spieringshoek
· Vliet
· Voshol
· Vrijenban
· Vrijenhoeve
· Wieldrecht